# Trojačka
Trojačka je přírodní rezervace jižně od obce Hodslavice v okrese Nový Jičín. Oblast spravuje AOPK ČR Správa CHKO Beskydy. Důvodem ochrany je zachování komplexu listnatých smíšených porostů s fragmenty přírodních suťových lesů ve věku okolo 170 let na severních svazích Veřovických vrchů s výskytem vzácných a ohrožených druhů rostlin a živočichů, zejména kriticky ohrožené kapradiny jazyka jeleního (Phyllitis scolopendrion). Nedílnou součástí poslání rezervace je rovněž ochrana přirozených procesů v lesním prostředí.

## Galerie

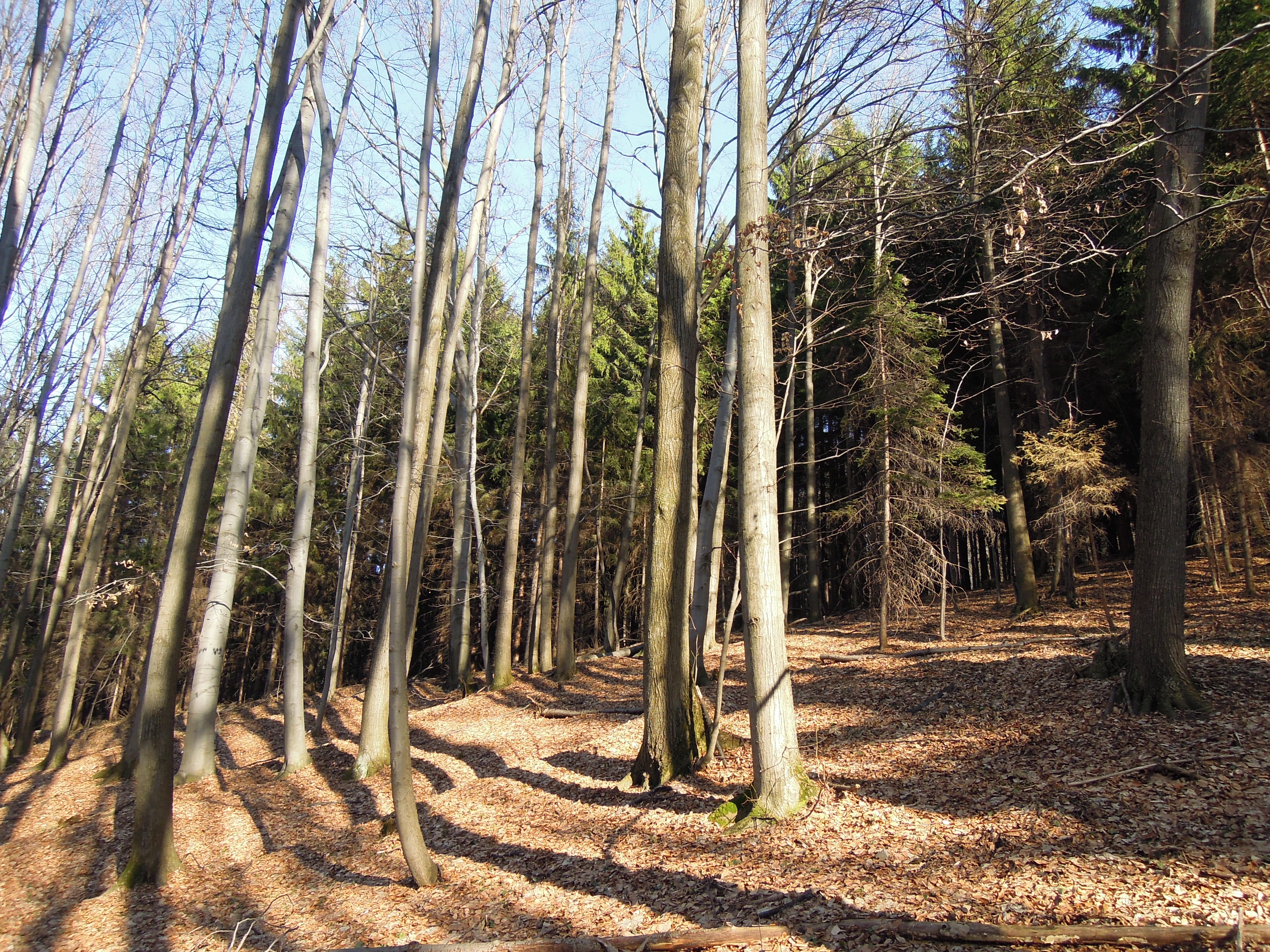
Smíšený lesní porost
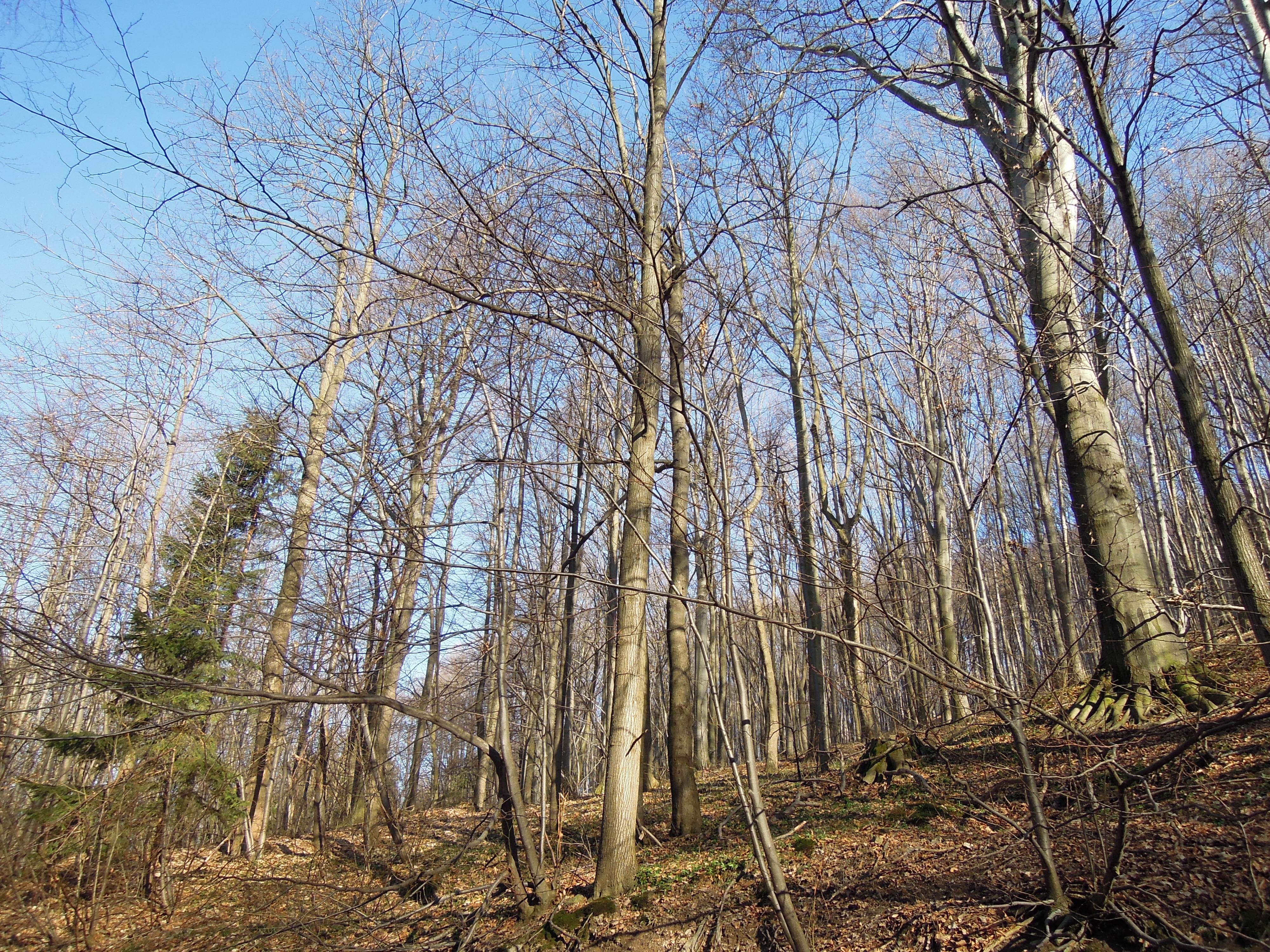
Lesní porost